# Rue du Haut-Moulin-en-la-Cité
Pour les articles homonymes, voir Rue du Haut-Moulin.
La rue du Haut-Moulin est une ancienne rue de Paris, disparue dans les années 1860. Située quartier de la Cité, sur l'île de la Cité (dans l'actuel 4e arrondissement), elle a disparu lors de la reconstruction de l'Hôtel-Dieu de Paris.

## Situation
Au moment de sa disparition dans les années 1860, elle commençait à la rue de Glatigny et à la rue de la Cité (rue de la Lanterne-en-la-Cité avant 1834) et finissait au quai Napoléon (actuellement quai de la Corse).

## Origine du nom
Le nom de la rue fait référence à des moulins à eau situés sur les bords de la Seine. 

## Historique
En 1204, elle est appelée « rue Neuve-Saint-Denis ». Elle est citée dans Le Dit des rues de Paris de Guillot de Paris sous la forme « rue Saint-Denis-de-la-Chartre ». Ces deux noms font référence à l'église Saint-Denis-de-la-Chartre que longeait la rue par le sud.
Elle est également appelée « rue Saint-Symphorien » en référence à la chapelle Saint-Symphorien que la rue contournait par le nord et l'est.
Au XVIe siècle, la rue prend ensuite le nom de « rue des Hauts-Moulins », puis « rue du Haut-Moulin ».
Elle est citée sous le nom de « rue des Haultz moulins », dans un manuscrit de 1636.
En 1702, la rue, qui fait partie du quartier de la Cité, possède 13 maisons et 4 lanternes.
Juste avant la Révolution française, la rue fait intégralement partie de la paroisse de l'église de la Madeleine-en-la-Cité. Pendant la Révolution française, elle fait partie de la section de la Cité, qui devient le quartier de la Cité lors de la création de l'ancien 9e arrondissement en 1795. Après la création de l'actuel 4e arrondissement en 1859, la rue est incorporée au quartier Notre-Dame.
Après la destruction d'une partie de l'église Saint-Denis en 1800, la rue est élargie en partie dans son débouché dans la rue de la Lanterne. Cette partie forme alors une placette triangulaire. Le grand magasin À la Belle Jardinière est construit au sud de cette partie de la rue, à l'angle avec la rue de la Lanterne.
Le 22 mai 1865, un décret déclare d'utilité publique la reconstruction de l'Hôtel-Dieu au nord du parvis Notre-Dame. Les immeubles de la rue du Haut-Moulin sont alors supprimés en 1866 à l’exception des immeubles de la Belle Jardinière qui ne sont démolis qu'en avril-mai 1867 après l'ouverture du nouveau magasin sur le quai de la Mégisserie. La partie nord-ouest de l'Hôtel-Dieu couvre l'emplacement de la rue,.